# Барон, Энтони
Антони́ Кеви́н Баро́н (фр. Anthony Kévin Baron; род. 29 декабря 1992, Вильпент) — гваделупский футболист французского происхождения, защитник швейцарского клуба «Серветт» и национальной сборной.

## Клубная карьера
Начинал играть в футбол в полупрофессиональных французских клубах Региональных лиг и Насьональ 3: «Лормон», «Бурж Фут», «Шартр», «Амьен II», «Буве». Летом 2017 года перешёл в клуб Насьональ 2 «Сен-Приве». Дебютировал 12 августа в гостевом матче против «Мантуа».
Летом 2019 года на правах свободного агента присоединился к клубу швейцарской Промоушен-лиги «Стад Ньон». Дебютировал 2 августа в домашней игре с «Сьон II». Первый гол забил 31 августа в домашнем матче против «Янг Феллоуз Ювентус», впервые выйдя на поле с капитанской повязкой. 16 июня 2021 года подписал двухлетний контракт с клубом Челлендж-лиги «Ивердон-Спорт», но сразу был отдан в аренду в свой предыдущий клуб. За «Ивердон» так и не дебютировал.
20 июля 2022 года на правах свободного агента перешёл в клуб Суперлиги «Серветт». Дебютировал 20 октября в гостевой встрече с «Грассхоппером», заменив на 66-й минуте Стива Рулле. В составе клуба стал серебряным призёром чемпионата.

## Карьера в сборной
За сборную дебютировал 16 октября 2018 года в домашнем матче против сборной Арубы. Первый гол забил 7 сентября 2019 года домашней игре Лиги Наций против сборной Синт-Мартена дальним ударом из-за пределов штрафной. Впервые с капитанской повязкой вышел 23 марта 2022 года в гостевой встрече со сборной Кабо-Верде. В составе сборной представлял страну на двух Золотых кубках подряд: 2021 и 2023 годов. На последнем в матче группового этапа против сборной Кубы, обыграв в штрафной соперника трёх защитников, забил третий мяч за сборную. Этот гол был признан самым красивым голом турнира.

## Достижения
«Серветт»
- Вице-чемпион Швейцарии: 2022/23

Личные
- Лучший гол Золотого кубка КОНКАКАФ: 2023